# Elsaß-Lothringische T 5
Die Fahrzeuge der Gattung T 5 waren Tenderlokomotiven der Reichseisenbahnen in Elsaß-Lothringen. Sie liefen anfangs unter der Bezeichnung D24.
Ursprünglich besaßen die beiden Lokomotiven lediglich eine vordere Laufachse; die hintere freie Lenkachse wurde später ergänzt.